# La Dorada
La Dorada è un comune della Colombia facente parte del dipartimento di Caldas.
Il centro abitato venne fondato da Antonio Acosta, José Sierra, Pedro Molina, Ricardo Mejía, Rudesindo Castro, Deogracias Moreno, Mauricio Bernal e Teodolinda Ortiz nel 1893, mentre l'istituzione del comune è del 1923.